# L'uomo dei lupi

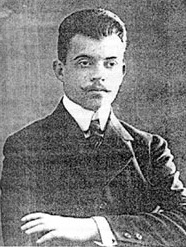
Sergej Pankeev, ossia "l'uomo dei lupi"

L'uomo dei lupi (in tedesco: Der Wolfsmann) fu un caso clinico affrontato da Sigmund Freud. Il vero nome del paziente, soprannominato da Freud "Uomo dei lupi" era Sergej Costantinovič Pankëev (in russo: Сергей Константинович Панкеев) (24 dicembre 1886 – 7 maggio 1979). Nel 1918 Freud pubblicò una relazione clinica sul suo caso, intitolata Aus der Geschichte einer infantilen Neurose (Dalla storia di una nevrosi infantile).

## Biografia

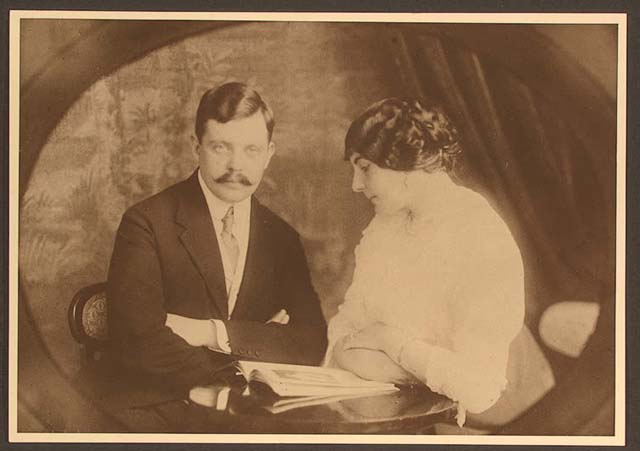
Sergej Pankeev con sua moglie nel 1910

Sergej Pankëev apparteneva ad una ricca famiglia di possidenti russi; a partire dal 1907 affrontò dei periodi di cura presso vari istituti psichiatrici in Germania che però non riuscirono a guarirlo dalla sua grave depressione. Il trattamento analitico narrato nello scritto di Freud ebbe luogo a Vienna fra il 1910 e il 1914.

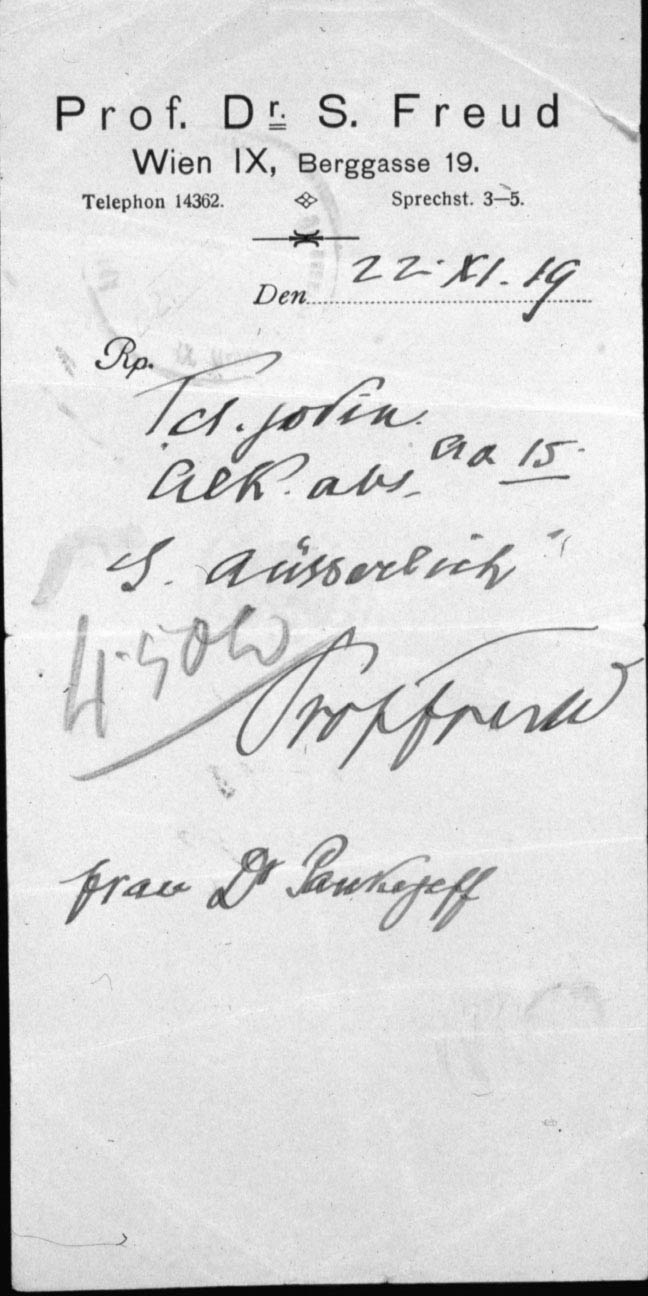
Prescrizione scritta da Sigmund Freud alla moglie dell'"Uomo dei lupi" (Der Wolfsmann), novembre 1919

La famiglia Pankëev aveva dei trascorsi d'interesse psichiatrico. Nel 1906 la sorella maggiore di Sergej, Anna, si suicidò; l'anno successivo anche il padre di Sergej, Constantin, si tolse la vita.
I problemi nervosi di Sergej Pankëev erano caratterizzati da un'ostinata stitichezza (era costretto a frequenti clisteri) e da una depressione cronica..
Il trattamento operato da Freud si incentrò sull'analisi del seguente sogno, che il paziente aveva avuto alla vigilia del suo quarto compleanno:
"Ho sognato che è notte e sono nel mio letto (i piedi del letto erano dalla parte della finestra; davanti alla finestra c'era un filare di vecchi noci. So di aver fatto questo sogno una notte d'inverno). Improvvisamente la finestra si apre da sola e con grande spavento vedo che sul grosso noce davanti alla finestra sono seduti alcuni lupi bianchi. Erano sei o sette esemplari. I lupi erano completamente bianchi e sembravano piuttosto volpi o cani da pastore, perché avevano la coda grossa come le volpi e le orecchie ritte come fanno i cani quando prestano attenzione a qualcosa. Preso dall'angoscia, evidentemente, di esser divorato dai lupi, urlai e mi svegliai. La bambinaia si precipitò al mio letto per vedere cosa mi fosse successo. Mi ci volle un bel po' prima di convincermi che era stato solo un sogno, da quanto vivida e reale mi era parsa l'immagine della finestra che si apre e dei lupi seduti sull'albero. Alla fine mi calmai, mi sentii come liberato da un pericolo e mi riaddormentai.
Nel sogno l'unica azione era l'aprirsi della finestra, perché i lupi sedevano del tutto tranquilli, senza muoversi affatto, sui rami dell'albero, a destra e a sinistra del tronco, e mi guardavano. Credo che questo sia stato il mio primo sogno di angoscia. A quel tempo avevo tre o quattro anni, al massimo cinque. Da allora, fino agli undici o ai dodici anni, mi è sempre rimasta la paura di vedere qualcosa di orribile in sogno.".
L'interpretazione di Freud fu che questo sogno era il risultato di un'esperienza traumatica del piccolo Pankëev: più precisamente il bambino, secondo Freud, all'età di circa un anno e mezzo era stato testimone di una scena primaria (Urszene), aveva cioè visto i suoi genitori mentre avevano un rapporto sessuale "more ferarum".. Più avanti nel suo scritto, Freud avanza l'ipotesi alternativa che il bambino possa invece aver osservato un accoppiamento fra animali, rielaborando poi il ricordo di tale esperienza in modo da creare la fantasia inconscia di un coito fra i suoi genitori.
La prima analisi di Pankëev, che è l'oggetto dello scritto di Freud, si concluse nel 1914, con esito, a detta dello stesso Freud, favorevole. Pankëev tornò in patria, ma in seguito la Rivoluzione russa lo privò di tutto il suo patrimonio. Dopo la fine della prima guerra mondiale, si trasferì a Vienna dove Freud lo sottopose ad un secondo trattamento (gratuito) e gli fece ottenere un sussidio annuale da parte della Società Psicoanalitica per meriti scientifici, in considerazione del contributo che il suo caso aveva dato allo sviluppo della teoria psicoanalitica. Pankëev trovò in seguito un impiego in una compagnia di assicurazioni, dove rimase a lavorare fino al pensionamento. I suoi persistenti disturbi lo indussero però a sottoporsi, nel 1925-27 e poi nuovamente nel 1938, ad ulteriori trattamenti presso la dottoressa Ruth Mack Brunswick, un'analista allieva di Freud.
Nel 1971 l'analista americana Muriel Gardiner pubblicò un libro che conteneva materiali relativi alle analisi successive alla prima nonché le memorie dello stesso paziente, che quest'ultimo firmò con lo pseudonimo di Wolfsmann. Nel 1982 fu pubblicata, postuma, una serie di interviste che Sergej Pankëev aveva concesso ad una giornalista austriaca.

## Critica
L'efficacia curativa della prima analisi del paziente, condotta da Freud, è stata più volte messa in questione; in particolare è stato avanzato il sospetto che la patologia di cui soffriva Sergej Pankëev fosse in realtà non una nevrosi, bensì un'affezione di tipo psicotico o borderline, in quanto tale non facilmente trattabile con la psicoanalisi tradizionale.
Carlo Ginzburg ha sottolineato i legami tra il sogno di Pankëev e determinate credenze del folklore slavo: secondo queste tradizioni, le persone nate "con la camicia" (cioè avvolte nel sacco amniotico, come i benandanti), oppure nate nei giorni tra Natale e l'Epifania, disponevano di particolari caratteristiche sciamaniche, tra cui il potere di trasformarsi in lupi mannari. In questo quadro, il sogno di Pankëev (il quale appunto, secondo il resoconto di Freud, era nato "con la camicia" il giorno di Natale) assume il carattere di un sogno iniziatico, forse indotto dai racconti che al piccolo Pankëev erano narrati dalla sua anziana bambinaia. Secondo Ginzburg, la mancata conoscenza del folklore slavo impedì a Freud di accorgersi dell'esistenza di tali elementi nel sogno dell'Uomo dei lupi.

### Traduzioni italiane del saggio di Freud
- in Casi Clinici, traduzione di Mauro Lucentini, Prefazione di Cesare L. Musatti, Collana Biblioteca di Cultura Scientifica n.34, Einaudi, Torino, 1952; Collana Biblioteca di Cultura Scientifica, Boringhieri, Torino, 1962; Collana Gli Archi, Bollati Boringhieri, Torino, 1991; Collana Universale, Bollati Boringhieri, Torino, 2008.
- Casi Clinici. Volume 7: L'uomo dei lupi: dalla storia di una nevrosi infantile, traduzione di Mauro Lucentini e Renata Colorni, Collana Biblioteca n.25, [Bollati] Boringhieri, Torino, 1977; in Opere 1912-1914. Totem e Tabù e altri scritti, vol. VII, a cura di Cesare Luigi Musatti, Bollati Boringhieri, 1980, pp. 483 e seguenti.
- Il caso dell'uomo dei lupi. Dalla storia di una nevrosi infantile, traduzione di Celso Balducci, in Casi clinici, Newton Compton, Roma, 1973-2021.
- L'Uomo dei lupi, testo tedesco a fronte, trad. Michela Marcacci, Introduzione di Giorgio Pressburger, A cura (e con un saggio introduttivo) di Mario Ajazzi Mancini, Collana Universale Economica. I Classici, Feltrinelli, Milano, 1994; III° ed., ivi 2021.
- L'uomo dei lupi. Dalla storia di una nevrosi infantile, Introduzione di Mario Lavagetto, contributi di Anna Buia, traduzione di Giovanna Agabio, Collana ET Saggi, Einaudi, Torino, aprile 2014.

### Letteratura critica
- Sigmund Freud - Murier Gardiner (a cura di), L'uomo dei lupi. La storia della sua vita e dell'analisi con Freud narrata dall'"uomo dei lupi", edita e annotata da M. Gardiner, con il "Caso dell'uomo dei lupi" di Freud ed il supplemento d'analisi di Ruth Mack Brunswick. Introduzione di Anna Freud. Collana paperbacks/saggi n.135, Newton Compton Editori, Roma, 1974.
- Carlo Ginzburg, Freud, l'uomo dei lupi e i lupi mannari, in Id., Miti emblemi spie. Morfologia e storia, Einaudi, Torino 1986, pp. 239 sgg.
- Jacques-Alain Miller, Commento al caso clinico dell'uomo dei lupi, traduzione di M. R. Conrado, Quodlibet, Macerata 2011.